# Wyspa Towarzystwa Geograficznego
Wyspa Towarzystwa Geograficznego (duń. Geographical Society Ø) – niezamieszkana wyspa u wschodnich wybrzeży Grenlandii położona na Morzu Grenlandzkim. Powierzchnia wyspy wynosi 1716,6 km², a długość jej linii brzegowej to 263,8 km.